# 税姓
税姓是中國少有的姓氏，源于古国名。
据《中华姓氏大词典》所载：“源古税国，在蜀。”
税姓是一个由古代国名而来的姓氏，其国家大概在今四川中部，后以国名而姓，得姓后为当地大姓之一。在西汉末年曾帮助公孙述割据。后由此东迁，南朝初已有族人居住在今湖北西部一带。税姓在历史上形成了河间等郡望，当代则是湖北和四川等地较有影响的姓氏之一。

## 历史名人
- 税安礼，宋代地图学家。蜀（现四川）人。生平不详。
- 税与权，宋经学家。
- 税钟麟，近代民主革命者。字锡畴，别号树人，四川井研人。
- 税西恒，中华人民共和国政治人物。

## 现代名人
- 税洁，中国女演员，香港无线电视普通话配音演员，四川乐山人。

## 延伸阅读
[在维基数据编辑]
 《欽定古今圖書集成·明倫彙編·氏族典·稅姓部》，出自陈梦雷《古今圖書集成》